# Real G 4 Life Baby, Pt. 2.5
Real G 4 Life Baby 2.5 es el segundo álbum de estudio del cantante puertorriqueño Ñengo Flow. Fue publicado el 23 de octubre por el sello Real G 4 Life, Inc y distribuido por Codiscos. Cuenta con las colaboraciones de Alexis, Zion, J Álvarez, Gotay, Yomo, entre otros.

## Antecedentes
El 21 de mayo de 2012 se anunció por primera vez el lanzamiento de este esperado disco en una entrevista que se le hizo en la ciudad de Filadelfia. Posteriormente también se anunció unos de los sencillos que vendrían en el disco que fue «Una misión (Remix)» junto al intérprete J Álvarez, esto se anunció por vía Twitter del artista. El 17 de septiembre, el productor Keko Musik aclaró que unos de los próximos sencillos del artista sería «Mas cerca».
El 15 de octubre de ese mismo año el artista anuncio por vía Twitter la fecha de lanzamiento.

«Hoy les tengo un gran anuncio: 23 de octubre sale Real G 4 Life 2.5, ustedes se lo merecen #RG4Ever» expreso el artista a sus fanaticos.

## Recepción
El álbum logró posicionarse entre los 10 más vendidos en solo horas de su lanzamiento vía Itunes.

## Promoción

### Sencillos promocionales
El 23 de septiembre de 2012 se lanzó «Tal para cual» como el primer sencillo promocional del álbum, pero dicha canción no fue incluida en el álbum.

## Lista de canciones
El álbum contiene 13 sencillos pero debido a un error de imprenta, el sencillo «Mi plena» no aparece en la portada trasera del CD.
| N.º | Título                                              | Productor(es)              | Duración |  |
| 1.  | «Mano arriba»                                       | Keko Musik                 | 4:06     |  |
| 2.  | «Tu no me respondes»                                | Montana The Producer       | 3:22     |  |
| 3.  | «Sigue viajando (Remix)» (con Alexis y Zion)        | Y-O                        | 4:00     |  |
| 4.  | «Más cerca»                                         | Keko Musik                 | 3:45     |  |
| 5.  | «Traicionera»                                       | Sinfónico, Onyx y Jan Paul | 3:33     |  |
| 6.  | «Una misión (Remix)» (con J Álvarez)                | Keko Musik                 | 4:17     |  |
| 7.  | «Despertar el deseo»                                | Super Yei                  | 3:58     |  |
| 8.  | «Pa' eso nada más (Remix)» (con Gotay, Jory y Yomo) | Sinfónico y Onyx           | 3:52     |  |
| 9.  | «No quiero llegar a casa»                           | Yampi                      | 3:27     |  |
| 10. | «Fuletazo de besos» (con Jenay)                     | Montana The Producer       | 3:18     |  |
| 11. | «Haciéndote el amor»                                | Sinfónico y Onyx           | 3:01     |  |
| 12. | «No dice na»                                        | Super Yei y Hi-Flow        | 4:47     |  |
| 13. | «Mi plena»                                          | La Tribu y Onyx            | 3:58     |  |

## Posicionamientos
| Listas (2012)                      | Mejor Posición |
| ---------------------------------- | -------------- |
| US Latin Albums (Billboard)        | 75             |
| US Latin Rhythm Albums (Billboard) | 7              |